# The Mosaic Company
The Mosaic Company est une entreprise américaine produisant du phosphate et de la potasse. Elle est basée à Plymouth au Minnesota aux États-Unis. Elle est issue de la fusion d'IMC Global et des activités de fertilisations de Cargill.

## Historique
Alors que Cargill en est actionnaire principal (avec une participation de 64%), en 2011, Cargill décide de se séparer de sa filiale en distribuant les actions Mosaic Company à ses actionnaires
En décembre 2016, Vale annonce la vente une partie de ses activités dans les fertilisants à Mosaic pour 2,5 milliards de dollars, la moitié en action et l'autre en liquidité.
En novembre 2021, Vale annonce vendre sa participation minoritaire de 11% dans Mosaic pour 1,26 milliard de dollars.